# Hisings, Sävedals och Kungälvs domsaga
Hisings, Sävedals och Kungälvs domsaga var en domsaga i Göteborgs och Bohus län, bildad 1955 efter en delning av   Askims, Hisings samt Sävedals domsaga. 
Domsagan lydde under Hovrätten för Västra Sverige. Domsagan omfattade häraderna Västra Hising, Östra Hising och Sävedal. Domsagan upphörde 1 januari 1971 och verksamheten överfördes till Sävedals tingsrätt med domkrets.

## Tingslag
- Hisings, Sävedals och Kungälvs tingslag

## Häradshövdingar
- 1962-1970: Anna-Lisa Vinberg